# Laura Piera Flo
Laura Piera Flo (Sant Cugat del Vallès, 12 de febrer de 2000) és una jugadora de bàsquet catalana que juga en la posició d'escorta. Des de l'any 2021 juga al primer equip del Club Joventut Badalona.

## Trajectòria
Piera es va formar a les categories inferiors del Basket Almeda i del Club Bàsquet Femení Sarrià abans de fer el salt als Estats Units on jugaria durant tres temporades a la NCAA, amb l'equip de la Gran Canyon University. En el mes de novembre de 2021 fitxa pel Club Joventut Badalona per jugar a la segona categoria del bàsquet nacional, la Lliga Femenina Challenge. L'estiu de 2024 rep el guardó de jugadora més valuosa a la final a quatre que es disputa a Estepona en què la Penya assoleix l'ascens a la Lliga Femenina. Piera renova aquell estiu un any més amb el Joventut, debutant d'aquesta manera al màxim nivell del bàsquet estatal.
També ha estat internacional amb les categories inferiors de la selecció espanyola, sent campiona d'Europa sub-16 (2016), subcampiona d'Europa sub-18 (2018) i bronze al Mundial sub-19 (2019). Amb la selecció catalana també ha aconseguit diversos guardons.